# Spädnörel
Spädnörel (Minuartia hybrida) är en nejlikväxtart. Spädnörel ingår i släktet nörlar, och familjen nejlikväxter.

## Underarter
Arten delas in i följande underarter:
- M. h. hybrida
- M. h. munbyi
- M. h. turcica
- M. h. macneillii

## Bildgalleri

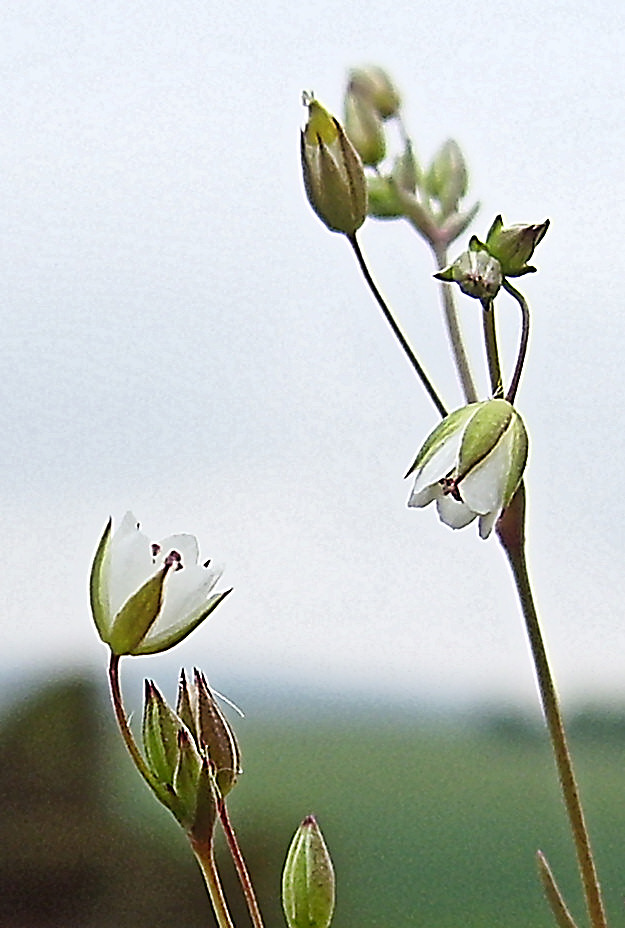
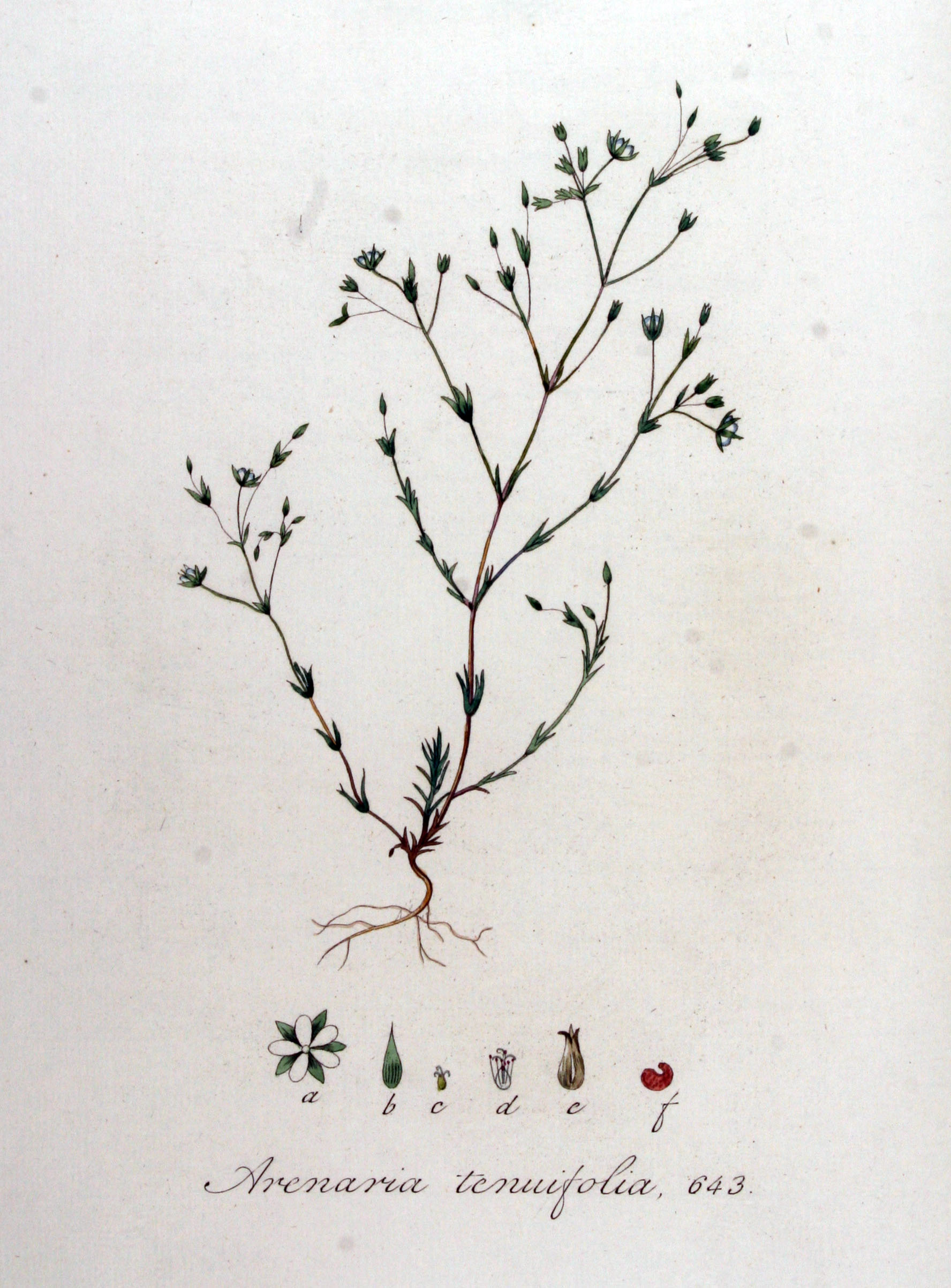
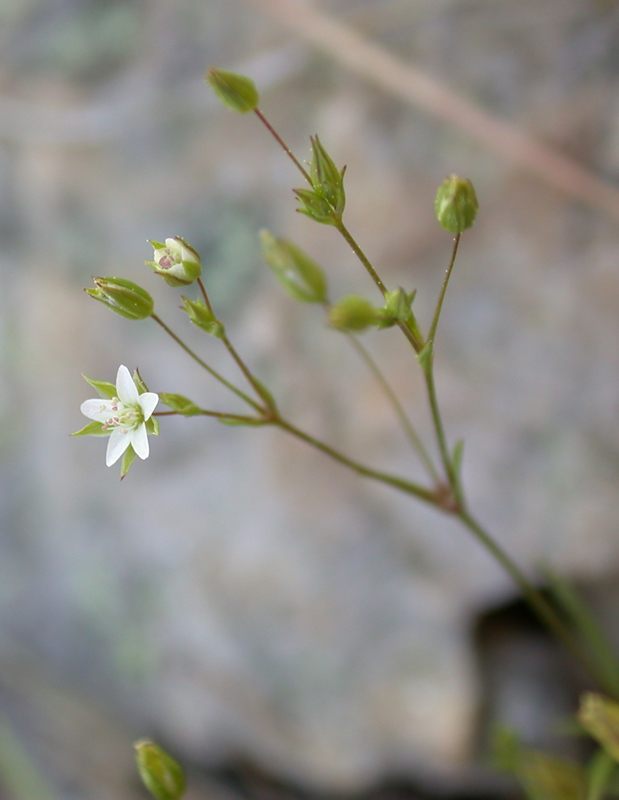
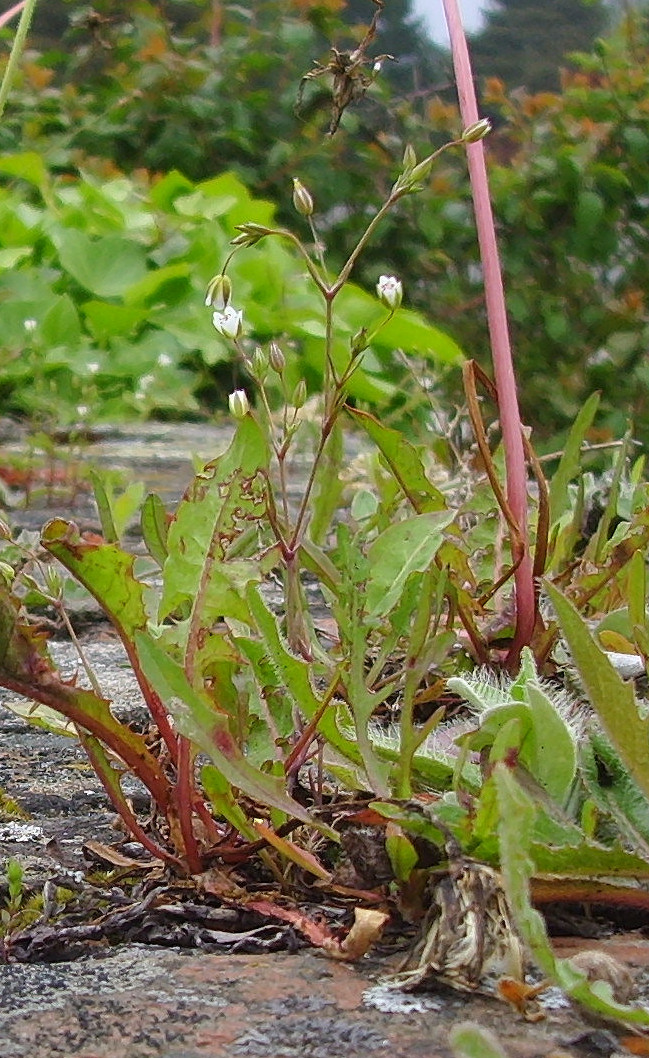
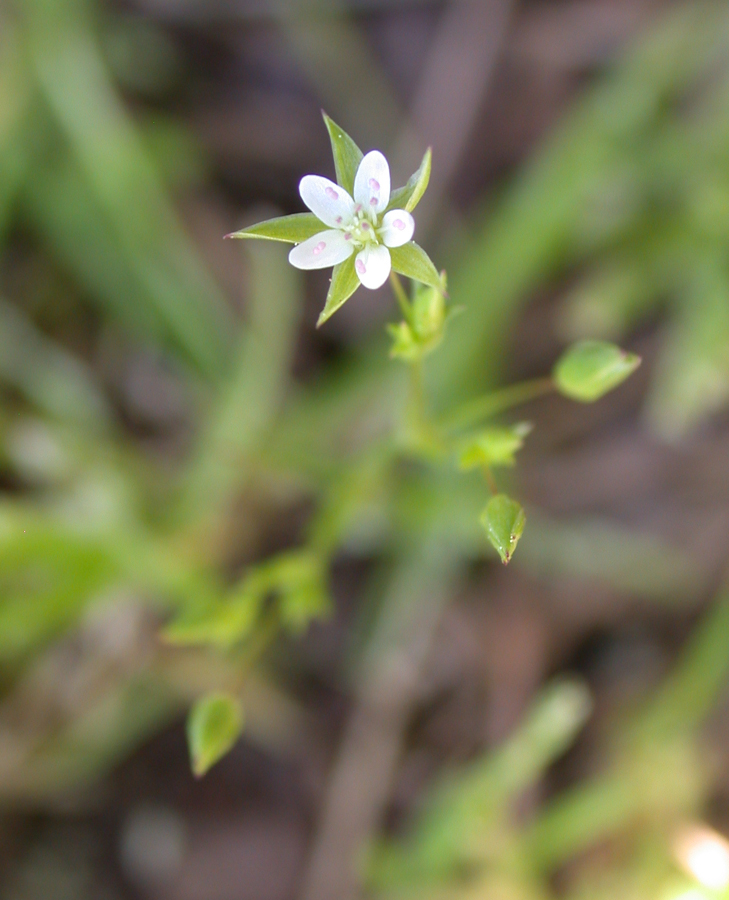